# Deolinda Ngulela
Deolinda Cármen Ngulela (Maputo, 18 de abril de 1981) é uma atleta moçambicana de basquetebol.